# Ріяс – Джубайль
Ріяс – Джубайль – етанопровід, що відноситься до трубопровідної інфраструктури саудійської установки фракціонування Ріяс, запуск якої запланований на 2027 рік.
Отриманий в Ріяс під час фракціонування етан призначений для надпотужного центру нафтохімічної промисловості в Джубайлі. До останнього прямуватиме трубопровід довжиною 40 км з діаметром 1200 мм, який матиме робочий тиск до 2 МПа.
В Джубайлі споживачами етану виступають піролізні установки компаній Sadaf, Petrokemya, Kemya, JUPC, SEPC, Sharq, JCP, Saudi Kayan та Sadara.